# Тимково (Тверська область)
Тимково (рос. Тимково) — присілок в Бологовському районі Тверської області Російської Федерації.
Населення становить 281 особу. Входить до складу муніципального утворення Кафтинське сільське поселення.

## Історія
Від 2005 року входить до складу муніципального утворення Кафтинське сільське поселення.

## Населення
| 2010 |
| ---- |
| 281  |